# Jeannine Oppewall
Jeannine Oppewall, née le 28 novembre 1946 à Uxbridge (Massachusetts), est une cheffe décoratrice et directrice artistique américaine.

## Biographie

### Formation
- Bryn Mawr College
- Calvin College

### Vie personnelle
Sauf indication contraire, les informations mentionnées dans cette section peuvent être confirmées par la base de données cinématographiques IMDb,  présente dans la section « Liens externes ».
Elle a été mariée avec le scénariste et réalisateur Paul Schrader de 1969 à 1976.

## Filmographie partielle

### Comme cheffe décoratrice
- 1983 : Love Letters
- 1984 : Maria's Lovers
- 1985 : Desert Hearts
- 1986 : Big Easy : Le Flic de mon cœur
- 1987 : Light of Day
- 1987 : Ironweed
- 1989 : Rooftops
- 1989 : Animal Behavior
- 1989 : Music Box
- 1990 : White Palace
- 1990 : Sibling Rivalry
- 1992 : School Ties
- 1993 : The Vanishing
- 1993 : The Wrong Man
- 1994 : Corrina, Corrina
- 1995 : Losing Isaiah
- 1995 : Sur la route de Madison (The Bridges of Madison County)
- 1996 : Primal Fear
- 1996 : The Rich Man's Wife
- 1997 : L.A. Confidential
- 1998 : Pleasantville
- 1999 : La neige tombait sur les cèdres (Snow Falling on Cedars)
- 2000 : Wonder Boys
- 2002 : The Sum of All Fears
- 2002 : Une chambre pour quatre (Waking Up in Reno)
- 2002 : Arrête-moi si tu peux (Catch Me If You Can)
- 2003 : Seabiscuit
- 2006 : Raisons d'État (The Good Shepherd)
- 2008 : Phénomènes (The Happening)
- 2010 : Le Secret de Peacock
- 2010 : Comment savoir
- 2013 : The Face of Love
- 2013 : A Perfect Man
- 2014 : 5 to 7
- 2015 : Down Dog (TV)
- 2015 : Les Derniers jours dans le désert (Last Days in the Desert) de Rodrigo García
- 2016 : Dr. Del (TV)
- 2016 : Wakefield
- 2016 : Good Girls Revolt (série TV)
- 2016 : L'Exception à la règle (Rules Don't Apply)
- 2022 : Eaux profondes (Deep Water) d'Adrian Lyne

## Distinctions
Sauf indication contraire, les informations mentionnées dans cette section peuvent être confirmées par la base de données cinématographiques IMDb,  présente dans la section « Liens externes ».
Elle a été nommée à quatre reprises pour l'Oscar des meilleurs décors : en 1998 pour L.A. Confidential, en 1999 pour Pleasantville, en 2004 pour Seabiscuit et en 2007 pour Raisons d'État.
Nommée de nombreuses fois pour les prix de la Art Directors Guild, elle a été distinguée en 2003 pour Arrête-moi si tu peux et en 2019 par un prix honorifique pour l'ensemble de sa carrière.